# 拉萨裸裂尻鱼
拉萨裸裂尻鱼（学名：Schizopygopsis younghusbandi）为鲤科裸裂尻鱼属的鱼类，俗名杨氏裸裂尻鱼。在中国，分布于西藏昂仁金湖、雅鲁藏布江大拐弯以西干支流及羊八井温泉出水小河中、普兰县以东的喜马拉雅山南坡诸河流、西藏南部苏班西里河、东樟河及山南各小型湖泊中等。该物种的模式产地在拉萨。體長可達18.5公分。
拉萨裸裂尻鱼的肉可供食用，为经济鱼类。

## 亚种
- 喜马拉雅裸裂尻鱼（学名：Schizopygopsis younghusbandi himalayensis），Tsao于1974年命名，是中国的特有物种。分布于西藏普兰县以东的喜马拉雅山南坡诸河流等，常生活于高原宽谷河流以及湖泊和沼泽水域中。该物种的模式产地在聂拉木之波曲河。[2]
- 昂仁裸裂尻鱼（学名：Schizopygopsis younghusbandi wui），Tchang, Yueh et Hwang于1974年命名，是中国的特有物种。分布于西藏昂仁金湖等。该物种的模式产地在昂仁金湖。[3]
- 拉萨裸裂尻鱼指名亚种（学名：Schizopygopsis younghusbandi younghusbandi），Regan于1905年命名，是中国的特有物种。分布于雅鲁藏布江大拐弯以西干支流及羊八井温泉出水小河中等。该物种的模式产地在拉萨。[4]

## 扩展阅读
維基物種上的相關：拉萨裸裂尻鱼